# Kombat
Kombat este un oraș din Namibia. În jurul anului 1900 s-a deschis mina Kombat, destinată extragerii cuprului.